# СССР и Индия в рисунках детей (совместный выпуск марок)

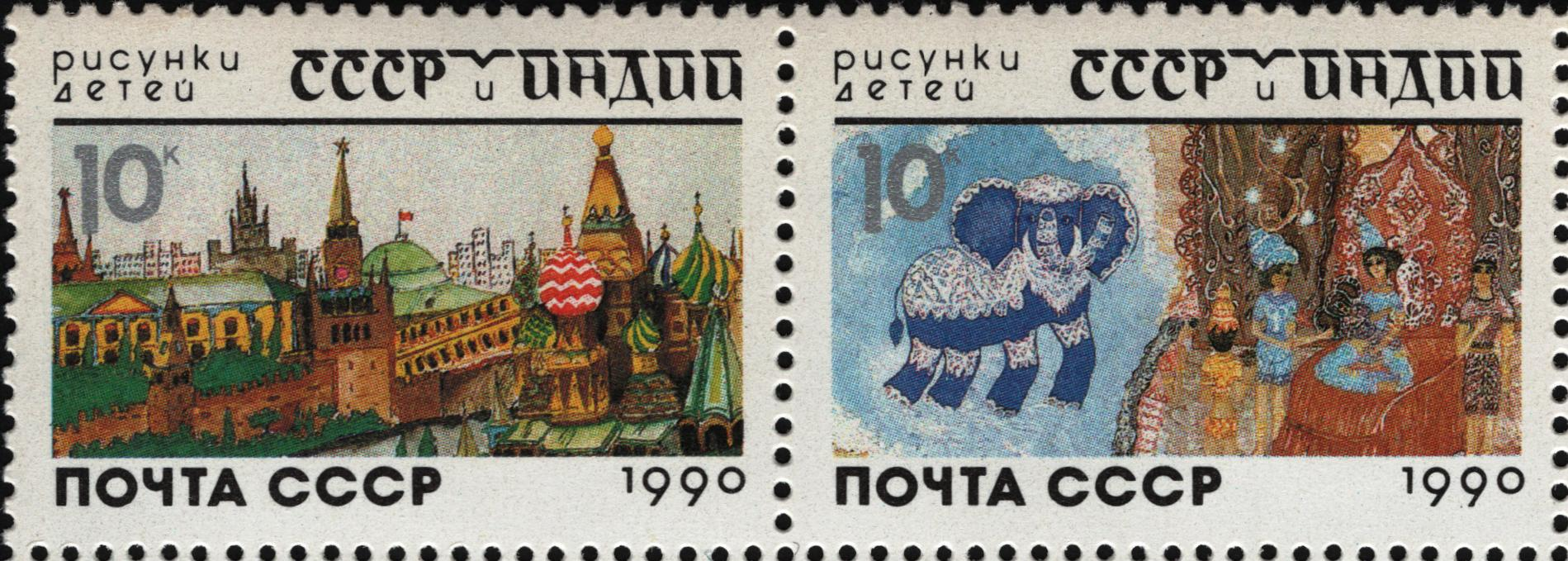
Красная площадь. Сказочный слон и махарани на троне. СССР, 1990

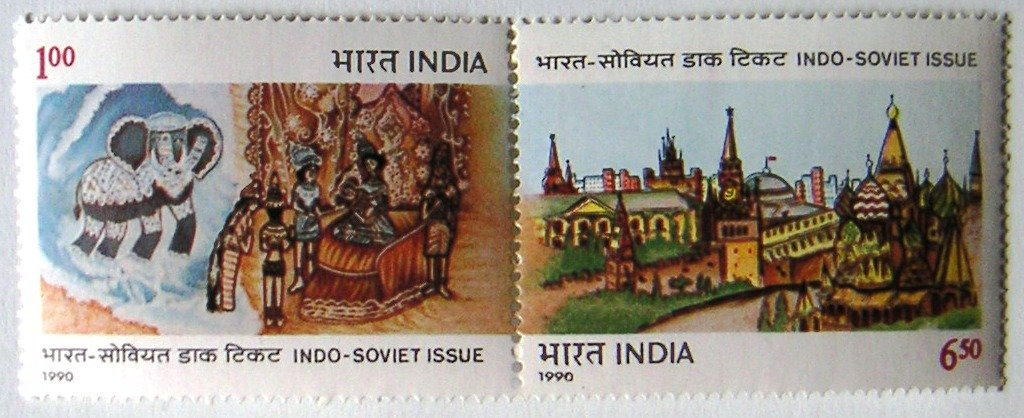
Сказочный слон и махарани на троне. Красная площадь. Индия, 1990

СССР и И́ндия в рису́нках дете́й (англ. Indo-Soviet Friendship. Children'S Paintings, хинди बच्चों के चित्र में यूएसएसआर और भारत) — единственный совместный выпуск СССР и Индии почтовых марок и третий из пяти совместных выпусков СССР. Совместный выпуск посвящён детским рисункам, символизирующим советско-индийскую дружбу.
Советский Союз и Индия осуществили дружеский проект, имеющий целью совместный выпуск почтовых марок. Во второй половине 1989 года обе страны провели конкурс среди детей в возрасте до 17 лет на разработку рисунка для этой цели. Индийские дети должны были нарисовать картинку на русскую тематику, советские дети — на индийскую.
Основанием изображения индийской марки на русскую тему послужила миниатюра, которую нарисовал Санджай Адхикари, Чандернагор, Западная Бенгалия, в то время как основой изображения советской марки на индийскую тему послужила миниатюра, которую нарисовала Тоня Воронцова (11 лет) из Кишинёва, Молдавия.
Совместный выпуск вышел 15 (СССР) и 16 (Индия) августа 1990 года в составе двух марок в каждой стране, рисунки одинаковые. Рисунки марок СССР оформил советский художник Анатолий Жаров (Анатолий Самуилович Жаров (1935)). Советские и индийские марки выходили горизонтальными парами-сцепками.

## История совместного выпуска
На взаимовыгодной основе взаимопонимания и сотрудничества Советский Союз и Индия осуществили дружеский проект, имеющий целью совместный выпуск почтовых марок. Во второй половине 1989 года обе страны провели конкурс среди детей в возрасте до 17 лет на разработку рисунка для этой цели. Индийские дети должны были нарисовать картинку на русскую тематику, а советские дети, в свою очередь, на индийскую тематику.
Призом за победу в конкурсе стало издание детских рисунков на почтовых марках. Основанием изображения индийской марки на русскую тему послужила миниатюра, которую нарисовал Санджай Адхикари (англ. Sanjay Adhikari), Чандернагор, Западная Бенгалия, в то время как основой изображения советской марки на индийскую тему послужила миниатюра, которую нарисовала Тоня Воронцова (11 лет) из Кишинёва, Молдавия.
Совместный выпуск вышел 15 (СССР) и 16 (Индия) августа 1990 года в составе двух марок в каждой стране, рисунки одинаковые. Рисунки марок СССР оформил советский художник Анатолий Жаров (Анатолий Самуилович Жаров (1935)). Советские и индийские марки выходили горизонтальными парами-сцепками.
Верификация совместного выпуска.
- Дайджест индийской филателии (англ. Indian Philately Digest): «Совместный выпуск: Советский Союз — Индия» (англ. Joint Issues : India - Soviet Union)[1].
- Американский каталог «Скотт», СССР: «Смотрите № 1318, 1319 Индии» (англ. See India Nos. 1318-1319) — две марки[8].
- Французский каталог «Ивер и Телье», СССР: «Совместный выпуск» (фр. Emission conjointe) — две марки[9].
- Американский каталог «Скотт», Индия: «Смотрите № 5925, 5926 России» (англ. See Russia Nos. 5925-5926) — две марки[10].
- Немецкий каталог «Михель», Индия: «Совместный выпуск c Советским Союзом: № 6121, 6122» (нем. Parallelausgabe mit Sowjetunion MiNr. 6121–6122) — две марки[11].
- Британский каталог «Стэнли Гиббонс», Индия: «Марки похожего дизайна также были выпущены СССР» (англ. Stamps in similar designs were also issued by U.S.S.R.) — две марки[4].
- Французский каталог «Ивер и Телье», Индия: «Совместный советско-индийский выпуск» (фр. Emission conjointe Inde-Union soviétique) — две марки и один блок[5].
- Надпись на индийских марках: «Индийско-советский выпуск» (англ. Indo-Soviet Issue) и «Индийско-советские почтовые марки» (хинди भारत-सोवियत डाक टिकट) — две марки[1][10][11].

## Названия совместного выпуска
Общего названия совместного выпуска не существует. Имеются только названия серий, советской и индийской, составляющих совместный выпуск. Стандартных названий серий почтовых марок также не существует. В каждом каталоге почтовых марок используются свои собственные названия серий. Иногда они совпадают друг с другом; здесь чаще всего встречается название «Индийско-советская дружба. Детские рисунки». Название выпусков передаёт взгляд каталога и страны, где выпущен каталог, на причину выпуска и тематику почтовых марок.
| № | Страна | Каталог СССР (№ ЦФА)                        | Каталог «Скотт» | Каталог «Михель» | Каталог «Стэнли Гиббонс»                                                                                      | Каталог «Ивер и Телье» |
| - | ------ | ------------------------------------------- | --------------- | --- | --- | --- |
| 1 | СССР   | СССР и Индия в рисунках детей. № 6237, 6238 | — № 5925, 5926  | Индийско-советская дружба: детские рисунки (нем. Indisch-sowjetische Freundschaft: Kinderzeichnungen). № 6121, 6122 | Индийско-советская дружба. Детские рисунки (англ. Indo-Soviet Friendship. Children's Paintings). № 6178, 6179 | Отношения советско-индийской дружбы. Детские рисунки (фр. Liens d'amitié indo-soviétique. Dessins d'enfants). № 5778, 5779 |
| 2 | Индия  | —                                           | — № 1318, 1319  | Индийско-советская дружба: детские рисунки (нем. Indisch-sowjetische Freundschaft: Kinderzeichnungen). № 1259, 1260 | Индийско-советская дружба. Детские рисунки (англ. Indo-Soviet Friendship. Children's Paintings). № 1410, 1411 | Детские рисунки (фр. Dessins d'enfants). № 1071, 1072                                                                      |

## Описания рисунков марок
Марки на русскую тему нарисовал Санджай Адхикари (англ. Sanjay Adhikari), Чандернагор, Западная Бенгалия, на индийскую тему — Тоня Воронцова (11 лет) из Кишинёва, Молдавия.
Рисунки марок СССР оформил советский художник Анатолий Жаров. Советские и индийские марки выходили горизонтальными парами-сцепками.
| № | Рисунок марки | Страна | Каталог СССР (№ ЦФА)                                                        | Каталог «Скотт»                                                                                                   | Каталог «Михель» | Каталог «Стэнли Гиббонс» | Каталог «Ивер и Телье» |
| - | --- | ------ | --------------------------------------------------------------------------- | --- | --- | --- | --- |
| 1 | Красная площадь, Храм Василия Блаженного и Кремль, Москва. Нарисовал Санджай Адхикари (англ. Sanjay Adhikari), Чандернагор, Западная Бенгалия   | СССР   | Санджай Адхикари (Индия). Красная площадь. № 6237. Номинал «10 к.»          | Кремль на детском рисунке из Индии (англ. Indian child's drawing of the Kremlin). № 5925. Номинал «10k»           | Красная площадь, Москва. Детский рисунок из Индии (нем. Roter Platz, Moskau; Zeichnung eines indischen Kindes). № 6121. Номинал «10 K»                    | «Храм Василия Блаженного и Кремль, Москва» (Санджай Адхикари) (англ. “St. Basil's Cathedral and Kremlin, Moskow” (Sanjay Adhikari)). № 6178. Номинал «10k.»  | «Красная площадь», по детскому рисунку из Индии (фр. “La Place Rouge”, par le enfant indien). № 5778. Номинал «10 k.»                                                         |
| 1 | Красная площадь, Храм Василия Блаженного и Кремль, Москва. Нарисовал Санджай Адхикари (англ. Sanjay Adhikari), Чандернагор, Западная Бенгалия   | Индия  | —                                                                           | Красная площадь на детском рисунке из Индии (англ. Indian child's drawing of Red Square). № 1319. Номинал «6.50r» | Красная площадь, Москва. Детская картина из Индии (нем. Roter Platz, Moskau; Gemälde eines indischen Kindes). № 1260. Номинал «6.50 (R)»                  | «Храм Василия Блаженного и Кремль, Москва» (Санджай Адхикари) (англ. “St. Basil's Cathedral and Kremlin, Moskow” (Sanjay Adhikari)). № 1411. Номинал «6r.50» | «Красная площадь» Санджая Адхикари (фр. “La Place Rouge”, par Sanjay Adhikari). № 1072. Номинал «6 r. 50»                                                                     |
| 2 | Индийские сказочные мотивы. Сказочный индийский Слон и махарани на троне со своим двором. Нарисовала Тоня Воронцова (11 лет), Кишинёв, Молдавия | СССР   | Тоня Воронцова (11 лет, Кишинёв). Индийские мотивы. № 6238. Номинал «10 к.» | Индия на детском рисунке из России (англ. Russian child's drawing of India). № 5926. Номинал «10k»                | Слон, трон Махараджи; детский рисунок из Советского Союза (нем. Elefant, Maharadschathron; Zeichnung eines Sowjetischen Kindes). № 6121. Номинал «10 K»   | «Жизнь в Индии» (Тоня Воронцова) (англ. “Life in India” (Tonya Vorontsova)). № 6179. Номинал «10k.»                                                          | «Индия» (слон и махарани со своим двором), по детскому рисунку из СССР (фр. “L'Inde” (éléphant et maharanée avec sa cour), par le enfant soviétique). № 5779. Номинал «10 k.» |
| 2 | Индийские сказочные мотивы. Сказочный индийский Слон и махарани на троне со своим двором. Нарисовала Тоня Воронцова (11 лет), Кишинёв, Молдавия | Индия  | —                                                                           | Индия на детском рисунке из России (англ. Russian child's drawing of India). № 1318. Номинал «1r»                 | Слон, трон Махараджи. Детская картина из Советского Союза (нем. Elefant, Maharadschathron; Gemälde eines Sowjetischen Kindes). № 1259. Номинал «1.00 (R)» | «Жизнь в Индии» (Тоня Воронцова) (англ. “Life in India” (Tonya Vorontsova)). № 1410. Номинал «1r.»                                                           | «Жизнь в Индии» Тони Воронцовой (фр. “La vie en Inde”, par Tonya Vorontsova). № 1071. Номинал «1 r.»                                                                          |

## Описание марок
Паспорт серии почтовых марок, то есть такое её описание, по которому можно определить, принадлежит ли конкретная марка совместному выпуску, состоит из содержания и шаблона.
1. Содержание совместного выпуска. Содержание совместного выпуска определяется памятным текстом на марках.
- СССР. Надпись на обеих марках: «Рисунки детей СССР и Индии»[1][2][7].
- Индия. Надпись на обеих марках: «Индийско-советские почтовые марки» (хинди भारत-सोवियत डाक टिकट) и «Индийско-советский выпуск» (англ. Indo-Soviet Issue)[1][10][11].

2. Шаблон совместного выпуска. Шаблон совместного выпуска определяет характерные черты формы марок серии и их рисунка, отличающие их от остальных марок. Марки одной страны отличаются только рисунком, марки с одинаковым рисунком разных стран — текстом, зубцовкой и немного размерами.
1) Формат марок. Марки прямоугольные горизонтального формата:
- СССР: отношение сторон марок 3 : 2, размеры марок 40,0 × 28,0 мм, рисунок марок 35,5 × 17,5 мм;
- Индия: отношение сторон марок 4 : 3, размеры марок 48,5 × 36,5 мм, рисунок марок 46,0 × 24,0 мм.

2) Рисунок марок. Рисунки узкие из-за широких белых полос сверху и снизу, отношение сторон рисунков всех марок 2 : 1.
3. Технические характеристики марок.
1) Количество марок. Совместный выпуск состоит из четырёх марок, в каждой стране по две марки.
2) Тираж. СССР: марки по 1,8 млн штук.
3) Цвет. СССР: марки многоцветные (с серебряной краской), Индия: марки многоцветные.
4) Бумага. СССР: мелованная.
5) Печать. Советские марки — литографическая офсетная печать, индийские марки — офсет, фотогравюра.
6) Зубцовка. Советские марки — гребенчатая зубцовка 12:12¼, индийские марки — гребенчатая зубцовка 14.
7) Листы. Марочный лист советских марок средний:
- СССР: марочный лист 36 (6 × 6), для горизонтальной сцепки двух марок 16 (3 × 6);
- Индия: марочный лист 20 (4 × 5), для горизонтальной сцепки двух марок 10 (2 × 5).

8) Города штемпеля первого дня выпуска. СССР: Москва.

Марочный лист
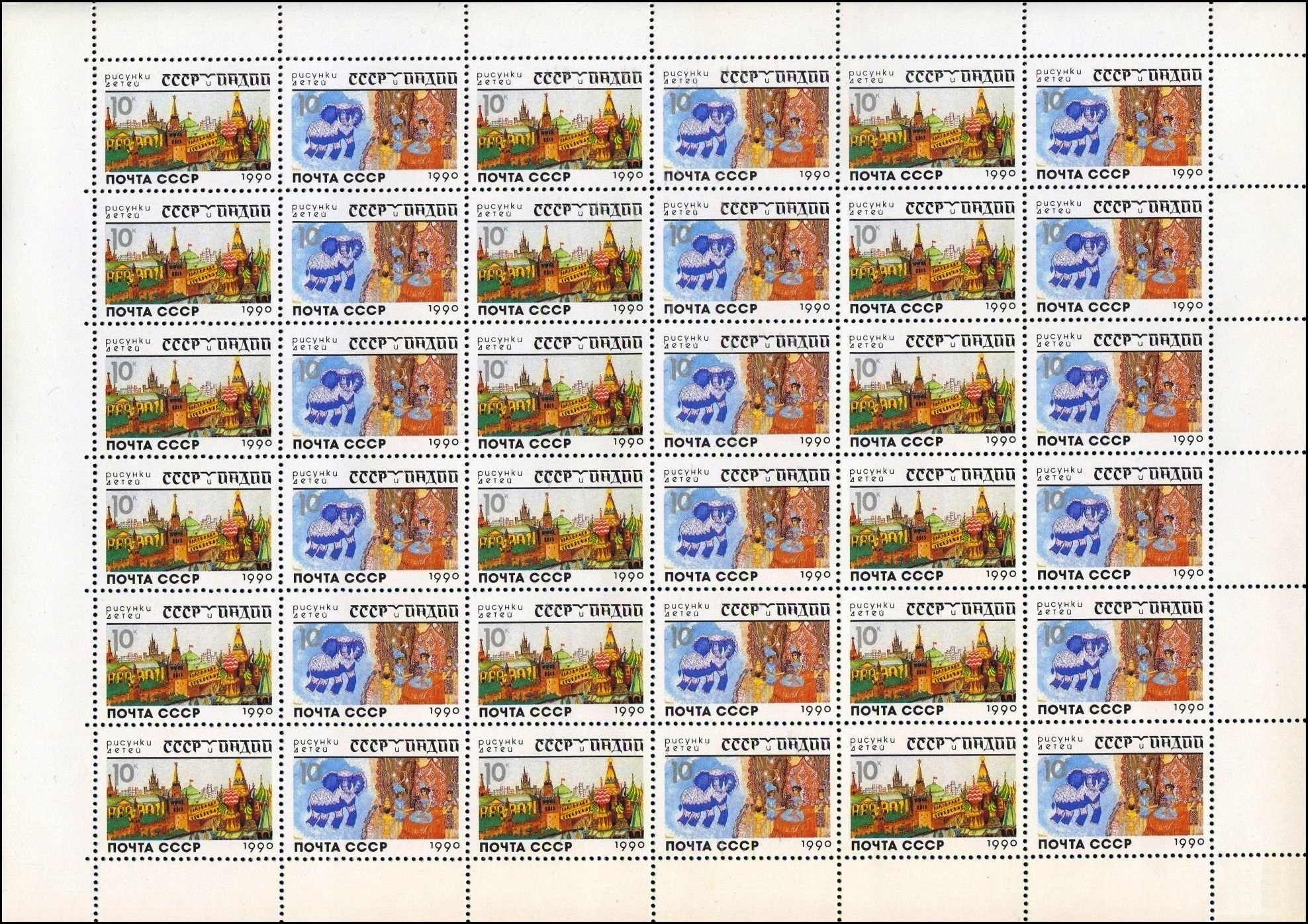
Марочный лист СССР 16 (3 × 6) для горизонтальной парной сцепки
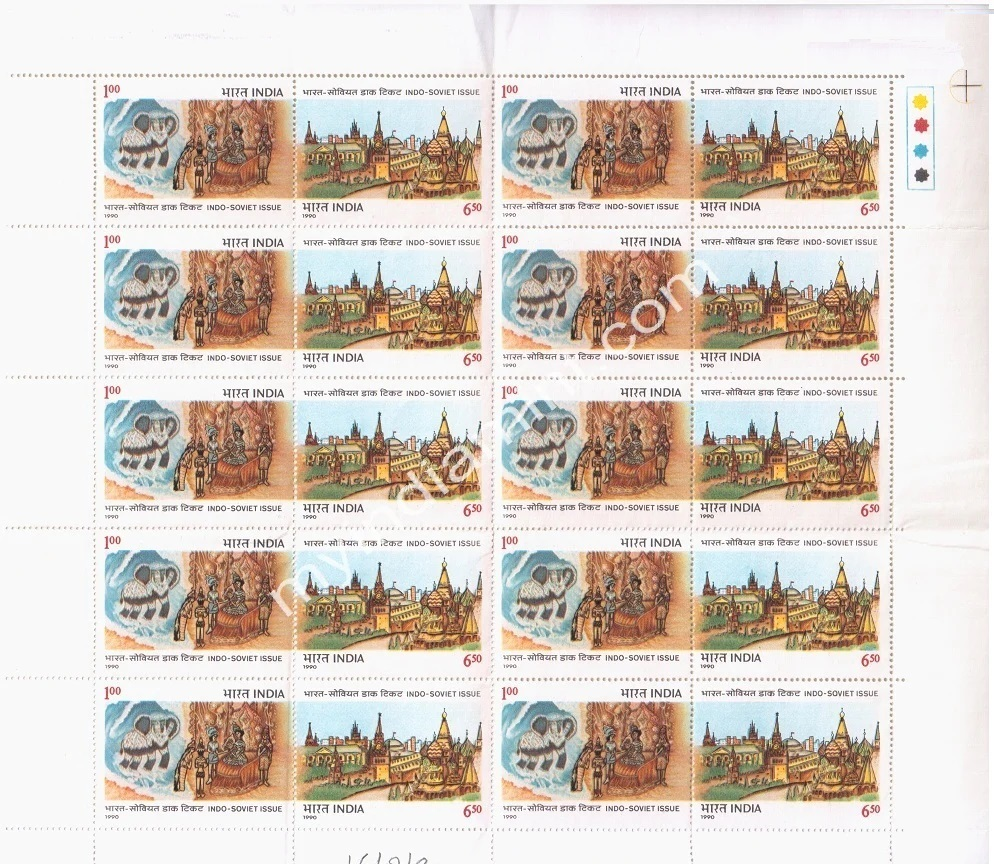
Марочный лист Индии 10 (2 × 5) для горизонтальной парной сцепки